# Macrophya albicincta
Macrophya albicincta är en stekelart som först beskrevs av Franz Paula von Schrank 1776.  Macrophya albicincta ingår i släktet Macrophya, och familjen bladsteklar. Enligt den finländska rödlistan är arten sårbar i Finland. Arten är reproducerande i Sverige. Artens livsmiljö är fuktiga gräsmarker, dikesrenar.